# Cédric Blanchart
Cédric Blanchart (26 april 1998) is een Belgisch basketballer.

## Carrière
Blanchart speelde in de jeugd van Leuven Bears maar maakte zijn debuut bij Bavi Vilvoorde in 2016. Hij keerde na een seizoen terug naar Leuven en speelde daar enkel voor de tweede ploeg. In 2021 maakte hij de overstap naar Limburg United waar hij voor de tweede ploeg speelde en een aantal wedstrijden met de eerste ploeg. Na het seizoen keerde hij terug naar de tweede klasse bij Oxaco Boechout. Hij verliet Boechout na een seizoen en tekende bij Basket Waregem.

## Erelijst
- Belgische bekerwinnaar: 2022